# Davanagere (stad)
Davanagere is een stad in het district Davanagere van de Indiase staat Karnataka. 

## Demografie
Volgens de Indiase volkstelling van 2001 wonen er 363.780 mensen in Davanagere, waarvan 52% mannelijk en 48% vrouwelijk is. De plaats heeft een alfabetiseringsgraad van 69%. 